# Villanueva (Santander)
Villanueva è un comune della Colombia facente parte del dipartimento di Santander.
L'abitato venne fondato da un gruppo di coloni nel 1948.